# يوفال اشكنازي
يوفال اشكنازي (بالعبرية: יובל אשכנזי‏) هو لاعب كرة قدم إسرائيلي في مركز الوسط، ولد في 13 فبراير 1992 في رمات غان في إسرائيل. لعب مع Hapoel Kfar Shalem F.C. ‏.

## وصلات خارجية
- يوفال اشكنازي على موقع قاعدة بيانات كرة القدم.إي يو (الإنجليزية)
- يوفال اشكنازي على موقع Soccerway.com (الإنجليزية)